# Barleria capitata
Barleria capitata är en akantusväxtart som beskrevs av Johann Friedrich Klotzsch. Barleria capitata ingår i släktet Barleria och familjen akantusväxter. Inga underarter finns listade i Catalogue of Life.